# 森田淳悟
森田淳悟（1947年8月9日—）是一名日本前排球运动员。他在1968年夏季奥林匹克运动会中，参加了男子排球比赛并获得银牌。他也参加了1966年和1970年亚洲运动会。